# Evergrey
Evergrey är ett svenskt progressiv metal-band som bildades 1996 i Göteborg.

## Medlemmar
Nuvarande medlemmar
- Tom S. Englund – sång, gitarr (1995– )
- Henrik Danhage – gitarr, bakgrundssång (2000–2010, 2014– )
- Rikard Zander – keyboard (2002– )
- Johan Niemann – basgitarr (2010– )
- Simen Sandnes – trummor (2024– )

Tidigare medlemmar
- Daniel Nojd – basgitarr, sång (1995–1999)
- Patrick Carlsson – trummor (1995–2003)
- Dan Bronell – gitarr (1995–2000)
- Will Chandra	– keyboard (1995–1998)
- Michael Håkansson – basgitarr (1999–2006)
- Sven Karlsson – keyboard (1999–2001)
- Christian Rehn – keyboard (2001–2002)
- Fredrik Larsson – basgitarr (2006–2007)
- Jari Kainulainen – basgitarr (2007–2010)
- Hannes Van Dahl – trummor (2010–2013)
- Marcus Jidell – gitarr, bakgrundssång (2010–2013)
- Jonas Ekdahl – trummor (2003–2010, 2014–2024)

## Diskografi
Demo
- 1996 – Demo 1996

Studioalbum
- 1998 – The Dark Discovery
- 1999 – Solitude, Dominance, Tragedy
- 2001 – In Search of Truth
- 2003 – Recreation Day
- 2004 – The Inner Circle
- 2006 – Monday Morning Apocalypse
- 2008 – Torn
- 2011 – Glorious Collision
- 2014 – Hymns for the Broken
- 2016 – The Storm Within
- 2019 – The Atlantic
- 2021 – Escape of the Phoenix
- 2022 – A Heartless Portrait: The Orphean Testament
- 2024 – Theories Of Emptiness

Livealbum
- 2005 – A Night to Remember

Singlar
- 2003 – "I'm Sorry"
- 2006 – "Monday Morning Apocalypse"
- 2011 – "Wrong"
- 2014 – "King of Errors"
- 2018 – "A Silent Arc"

Samlingsalbum
- 2011 – A Decade and a Half

Video
- 2005 – A Night to Remember (DVD)